# Tênis na Universíada de Verão de 1981
Os eventos de tênis foram disputados na Universíada de Verão de 1981 em Bucareste, Romênia.

## Quadro de medalhas
| Ordem | País            | Medalha de ouro | Medalha de prata | Medalha de bronze |   |
| ----- | --------------- | --------------- | ---------------- | ----------------- | - |
| 1     | Romênia         | 5               | 1                | 1                 | 7 |
| 2     | União Soviética |                 | 2                | 2                 | 4 |
| 3     | Itália          |                 | 1                |                   | 1 |
|       | Japão           |                 | 1                |                   | 1 |
| 5     | Coreia do Sul   |                 |                  | 1                 | 1 |
|       | Estados Unidos  |                 |                  | 1                 | 1 |